# Tassadia berteriana
Tassadia berteriana är en oleanderväxtart som först beskrevs av Sprengel, och fick sitt nu gällande namn av W. D. Stevens. Tassadia berteriana ingår i släktet Tassadia och familjen oleanderväxter. Inga underarter finns listade i Catalogue of Life.